# Соґі
Со́ґі, Іїо Соґі (яп. 宗祇, 1421—1502) — японський поет, майстер жанру ренґа.
Поетичний талант і вміння лаконічно висловити в короткому вірші глибоку філософську думку Соґі високо оцінював Мацуо Басьо.

## Біографія
Народився Іїо Соґі в сім'ї актора в західній частині Японії (одні дослідники вважають батьківщиною поета провінцію Кії, інші — провінцію Омі). До столиці Соґі приїхав у двадцять років, де прийняв постриг у дзен-буддійському монастирі Сьококудзі.
Вивчати мистецтво ренґа Соґі почав досить пізно — коли йому вже виповнилося 30 років. Його наставниками в поезії були: буддійський чернець Сінкей, канцлер Ітідзьо Канера, Содзей, Асукаі Масатіка, То-но Цунейорі, під керівництвом яких Соґі навчався мистецтву складання вака та ренґа, студіював трактати з поетики «Кокінсю» та «Ґендзі-моноґатарі».
Під час своєї подорожі до східних провінцій 1466—1472 рр. Соґі написав теоретичні праці з техніки складання ренґа — «Тьоракубумі» (1466 р.), «Адзума мондо» (1470 р.), а також коментарі до «Кокінсю» й подорожній щоденник «Сіракава кіко» (1468 р.).
Після повернення до столиці Іїо Соґі збудував на околиці міста хижку, живучи в якій протягом тридцяти років, укладав поетичні антології і трактати, зустрічався з іншими поетами, читав лекції з «Ґендзі моноґатарі», «Ісе моноґатарі», "Кокінсю ", а також проводив заняття з власними учнями. Зі своєї хатинки Соґі часто вирушав у подорожі до узбережжя Японського моря, на о. Кюсю, до провінцій Етіго та Суо. Саме ці подорожі були головним джерелом його натхнення.
Перша авторська збірка Соґі «Васуреґуса» («Трава забуття») була укладена ним у 1474 р. 22 січня 1488 р. під час подорожі до Сетцу Іїо Согі разом зі своїми двома учнями: Сьохаку (1443—1527) та Сотьо (1448—1532) пише поему «Мінасе сан-ґін хяку-ін» («Сто віршів трьох поетів з Мінасе»), яка стала одним із найкращих поетичних творів XV ст., написаних у жанрі ренґа. Через три роки разом із цими ж учнями під час чергової подорожі до Сетцу Соґі укладає другу відому поему-ренґа під назвою «Юяма санґін хяку-ін» («Сто віршів трьох поетів із гори Юяма»). Ця антологія датується 20 жовтня 1491 р. Відомо, що саме цього дня поети зупинилися на нічліг у невеликому готелі поблизу гарячих джерел Аріма, що на підніжжі гори Юяма.
У 1494 р. за наказом імператора Ґоцуті-мікадо (роки правління: 1464—1500) Соґі склав збірку ренґа під назвою «Сінсен Цукуба сю» („Заново складена збірка «Цукуба сю»“), до складу якої, окрім віршів Соґі та його учнів, увійшли поезії Сінкея, Содзея, імператора Ґоцуті-мікадо та інших.
Помер Соґі в 1502 р. під час однієї зі своїх подорожей до провінції Суруґа.